# Európa demográfiája
Az Európa népességére vonatkozó adatok Európa határainak meghatározásától függően változnak. 2018-ban Európa összlakossága több mint 751 millió fő volt. Ebből 448 millióan az Európai Unióban, 110 millióan pedig az európai Oroszországban élnek, Oroszország pedig Európa legnépesebb országa.
Európa népességnövekedése alacsony, az átlagéletkor pedig magas. Európa nagy része a pótlást el nem érő termékenység állapotában van, ami azt jelenti, hogy minden egyes új(-született) generáció népessége kisebb, mint az előzőé. Ennek ellenére a legtöbb nyugat-európai ország népessége még mindig növekszik, főként az Európán belüli és Európán kívüli bevándorlásnak, valamint részben a várható élettartam és a népesség dinamikájának növekedése miatt. Az európai demográfia néhány jelenlegi és múltbeli tényezője a kivándorlás, az etnikai kapcsolatok, a gazdasági bevándorlás, a csökkenő születési arányszám és a népesség elöregedése.

## Teljes népesség
1916-ban 330 000 000 ember élt Európában. 1950-ben 549 000 000 ember. 2015-ben Európa lakossága az ENSZ becslése szerint 741 millió volt, ami a világ népességének valamivel kevesebb, mint 11%-a volt. A pontos szám attól függ, hogy pontosan meghatározzák Európa földrajzi kiterjedését. Az Európai Unió (EU) lakossága 2015-ben 509 millió fő volt. A teljes Európában található nem uniós országok további 90 millió főt tesznek ki. Öt transzkontinentális országban összesen 247 millió ember él, amelynek körülbelül a fele magában Európában.
Jelen állás szerint a világ népességének mintegy 10%-a él Európában. Ha a demográfiai tendenciák tartják a tempót, akkor 2050-re részesedése 7% körülire csökkenhet, de abszolút számban még mindig 716 millió embert jelent az ENSZ becslése szerint (A százalékos arány csökkenése részben az afrikai és dél-amerikai magas termékenységi arányoknak köszönhető). Az európai államok többségében a reprodukció alatti termékenység és a magas várható élettartam csökkenő és öregedő népességet jelent. A kontinensen belüli és kívüli magas szintű bevándorlás és kivándorlás zajlik, és gyorsan változtatja az országokat, különösen Nyugat-Európában, az egységes etnikai csoportból multikulturális társadalommá. Ezek a tendenciák megváltoztatják a társadalmak gazdaságát, valamint politikai és társadalmi intézményeiket.

## Termékenység
Az Eurostat szerint az Európai Unióban az átlagos születési ráta 2020-ban 1,5 gyermek. Az uniós országok közül Franciaországban (1,83 élveszületés nőnként), Romániában (1,80) és Csehországban (1,71) volt a legmagasabb az arány. A legalacsonyabb arányt Máltán (1,13), Spanyolországban (1,19) és Olaszországban (1,24) mérték.
Az olasz állampolgárok a gyermekvállalás elmaradásának okaként a gazdasági költségeket, a munkahelyük elvesztésétől való félelmet és a családoknak nyújtott szolgáltatások hiányát említik.
Az Eurostat szerint a külföldi anyáktól - beleértve a más uniós tagállamokból és az EU-n kívüli országokból származó gyermekeket is - született gyermekek aránya 2013 óta növekszik az EU-ban, és 2020-ban 21% volt.